# Budai Ciszterci Szent Imre Gimnázium
A Budai Ciszterci Szent Imre Gimnázium Budapest XI. kerületében, a Gellért-hegy lábánál található a Villányi úton, a Feneketlen-tó partjának a közelében. Az épületben 5 szint található, jól felszerelt előadókkal, nagy udvarral, az udvaron több sportpályával, bent három tornateremmel, konditeremmel. Névadója az államalapító Szent István király korán elhunyt fia, Szent Imre herceg.

## Története
Zirc ciszterci apátja, Békefi Remig 1912-ben a kultuszkormányzattal és a székesfővárossal együttműködve hívta életre a Budai Ciszterci Szent Imre Gimnáziumot, akkoriban még – saját épület híján – a Váli utcai iskolában. A ciszterciek a lendületesen fejlődő Dél-Budára iskolát, templomot és rendházat álmodtak és az iskolával kezdték. A fejlődést megakasztotta az első világháború, az alapkőletétel fényes külsőségek között 1927. október 9-én, Magyarok Nagyasszonyának ünnepén történt. A Werner Adolf zirci apát kezdeményezte építkezéssel csak 1929-re készülhetett el a Szent Imre Gimnázium Wälder Gyula műépítész tervezte mai épület. 
A következő két évtizedben, az addigra már – olyan nagynevű igazgatók irányítása mellett, mint Bitter Illés, Hadarits-Endrédy Vendel és Brisits Frigyes – hírnevet szerzett iskolában a ciszterci nevelés nagyszerű eredményeket ért el, kiválóan felkészített és tisztességre hívott fiatalok szárnyra bocsátásával. (Közülük nem kevesen a tudományos és művészeti élet, illetve közélet ismert és elismert kiválóságai lettek.) 
A második világháború után a kommunisták által irányított egyházellenes intézkedések keretében került sor az iskola államosítására 1948-ban. A következő évtizedekben, az utód József Attila Gimnáziumban is végig élt és érvényesült a ciszterci múlt hagyománya és amikor az 1989–1990-es rendszerváltással lehetősége nyílt a szerzetesrendi iskolák újraindításának, Kerekes Károly zirci apát kezdeményezte a budai gimnázium visszaadását. Több éves, bonyolult átadási-átvételi folyamat lezárásaként a József Attila Gimnázium más épületbe költözött, és 1997-ben – immár Zakar F. Polikárp zirci főapát irányítása mellett – megkezdhette működését a Budai Ciszterci Szent Imre Gimnázium. 
Az iskola ma 8 évfolyamos (4+6) és 4 évfolyamos (vegyes szerkezetű) középiskolaként, közel 900 tanulóval működik és várja falai közé azokat a fiatalokat, akik a ciszterci szellemiség újraélesztésével, keresztény elvű-szellemű közegben és együttműködésben kívánnak felkészülni az életre, egy szebb-jobb Magyarország felépítésének reményében.

## A gimnázium cserkészcsapata
Az iskolában működik a 25. számú Szent Imre Cserkészcsapat 1920. március 1. óta. Csapatparancsnokai voltak dr. Orsovai Fülöp 1920-1925, Endrédy Vendel 1925-1929, Rajeczky Benjamin 1929-1931, Palos Bernardin 1931-1933, Suhajda Róbert 1933-1937, Sigmond Lóránt 1937-1941, dr. Golenszky Kandid 1941-1948, dr. Erődi-Harrach Béla 1989-2007, Asbót András Gábor 2007-2009, Rudan János 2009-2011, Merza Péter 2011-2013, Szilágyi Bence 2013-2015, Turi Gellért 2015-2017, Köllőd Csaba 2017-. Megbízott parancsnokok voltak 1998 és 2007 között Bencze Dávid, dr. Bak Mihály és Palotai Márton.
Az iskola nevelő tevékenységét a cserkészcsapat hagyományosan a természet szeretetével, a sportos, egészséges életvitellel és az önneveléssel, önképzéssel egészíti ki. A cserkészcsapat több száz tagja között számos értelmiségi, közéleti, művész és gazdasági szakember található.A cserkész avató ünnepség Csobánkán szokott történni

## Híres diákjai

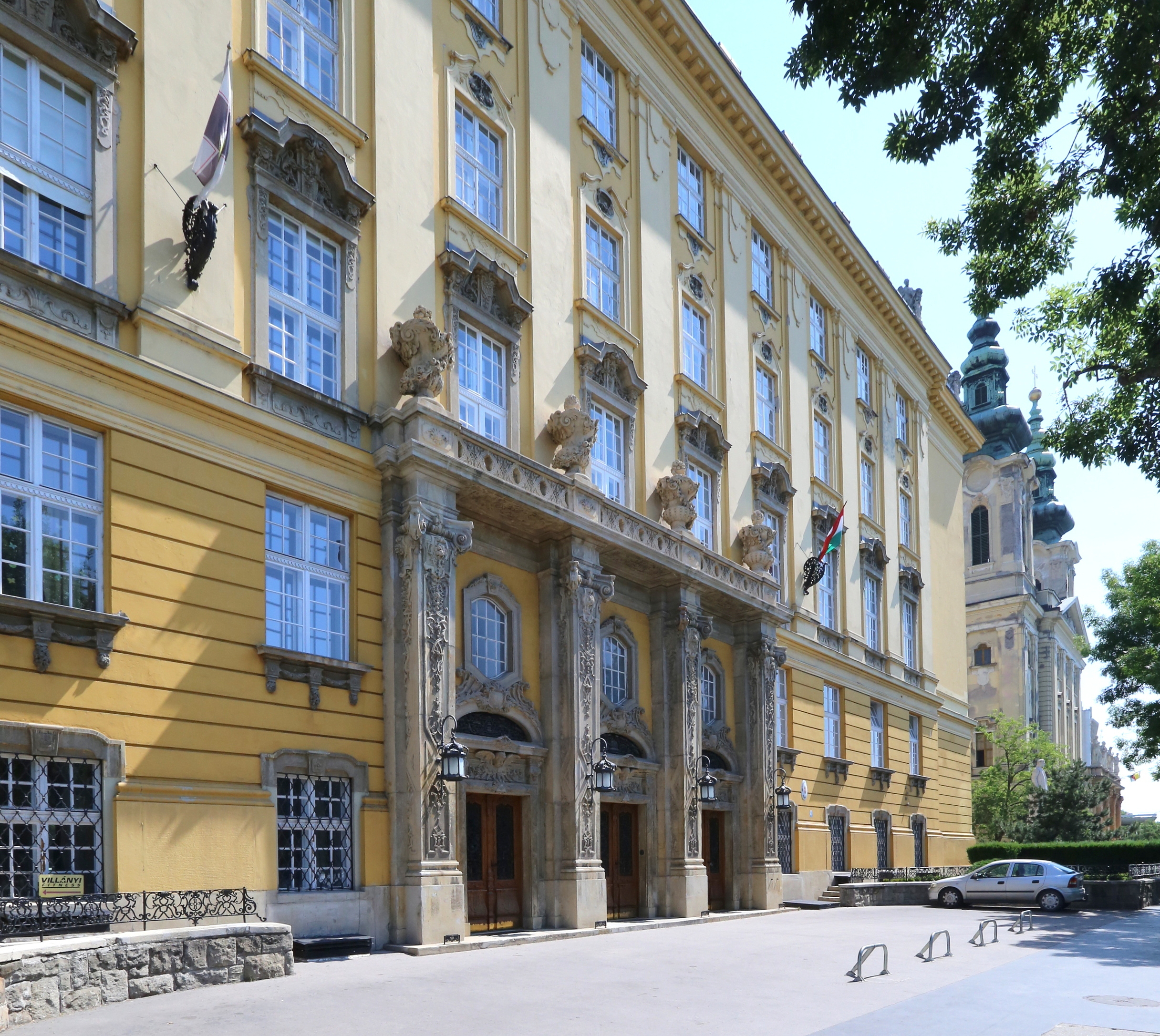
Szent Imre Gimnázium 2017-ben

- Abody Béla (1931–1990) József Attila-díjas író, műfordító, kritikus
- Bálint András (1943) színművész
- Czeizel Endre (1935–2015) orvos-genetikus
- Cseh Tamás (1943–2009) Kossuth-díjas és Liszt Ferenc-díjas zeneszerző, énekes, előadóművész
- Dvorszky Nándor (1921–2013) motorversenyző, sportvezető, autósport szakíró
- Deák István (történész) (1926) történész
- Gömöri Pál (1905–1973) Kossuth-díjas orvos, belgyógyász, az MTA tagja
- Göttinger Pál (1983) színházrendező, színész[2]
- Györgyi Géza (1930–1973) elméleti fizikus, a fizikai tudományok doktora, egyetemi tanár
- Hámori Máté (1983) karmester
- Hegedűs István (1941) építőmérnök
- Horváth Ferenc (1944–2018) geofizikus, egyetemi tanár
- Jordán Tamás (1943) színművész
- Kovács András Péter (1978) Karinthy-gyűrűs humorista
- Latinovits Zoltán (1931–1976) Kossuth- és Jászai Mari-díjas színész
- Lukácsy András (1930) művelődéstörténész, író
- Novotny Gergely (1925–2003) író, költő, drámaíró, klarinétművész, zenetanár
- Péter Dávid történelemtanár
- Romhányi József (1921-1983) író, költő, műfordító, humorista, forgatókönyvíró
- Sándor Anna Ilona (1997) – Közgazdász, publicista[3]
- Szebehely Győző (1921–1997) csillagász, gépészmérnök, egyetemi tanár, az Apollo űrhajók egyik pályatervezője
- Vajda Miklós (1931–2017) műfordító, író
- Vasy Géza (1942) irodalomtörténész
- Wehner Tibor (1918–1977) Liszt Ferenc-díjas zongoraművész, a Zeneakadémia tanára